# 화순북면중학교
화순북면중학교(和順北面中學校)는 대한민국 전라남도 화순군 백아면 이천리에 있는 공립 중학교이다.

## 학교 연혁
- 1971년 1월 16일 : 화순북면중학교 설립 인가(6학급)
- 1971년 3월 10일 : 개교, 초대 권기식 교장 부임
- 1995년 3월 1일 : 3학급 학칙 변경
- 2025년 3월 1일 : 제23대 선은숙 교장 부임
- 2025년 1월 9일 : 제52회 졸업식(졸업생 3,881명)
- 2025년 3월 4일 : 제55회 입학식

## 참고 자료
- 화순북면중학교 - 한국교육학술정보원 학교알리미